# Curetis kondula
Curetis kondula är en fjärilsart som beskrevs av Evans 1954. Curetis kondula ingår i släktet Curetis och familjen juvelvingar. Inga underarter finns listade i Catalogue of Life.